# Adeem Investment
Adeem Investment är ett Kuwait-baserat investmentbolag. Sedan 2007 är företaget delägare i den anrika brittiska biltillverkaren Aston Martin.